# Akcent w języku polskim
Akcent w języku polskim polega na silniejszym wymówieniu (zwiększeniu siły wydechu) odcinka tekstu, dlatego nazywany jest akcentem wydechowym (ekspiratorycznym). Jeśli przycisk pada na sylabę w wyrazie – wtedy określa się go jako akcent wyrazowy, jeśli na wyraz w zdaniu – jako akcent zdaniowy.

## Współczesność

### Akcent wyrazowy
We współczesnym języku polskim akcent wyrazowy jest zasadniczo paroksytoniczny, czyli pada na przedostatnią sylabę.
W niektórych przypadkach akcent pada jednak na inną sylabę:
- akcent na pierwszą sylabę (inicjalny)
  - występuje czasami jako akcent poboczny, np. językoznawstwo[3]
- akcent na czwartą sylabę od końca
  - 1. i 2. osoba liczby mnogiej trybu przypuszczającego, np. napisalibyśmy, zniosłybyście[3]
- akcent na trzecią sylabę od końca (proparoksytoniczny):
  - 1. i 2. osoba liczby mnogiej czasu przeszłego, np. chodziliśmy, pracowaliście[1]
  - 1., 2. i 3. osoba liczby pojedynczej oraz 3. osoba liczby mnogiej trybu przypuszczającego, np. chodziłabym, chodziłabyś, chodziłaby, nauczyliby[4][1]
  - wyrazy złożone z dwusylabowego liczebnika głównego oraz cząstek -kroć, -sta, -set (oprócz narzędnika), np. czterysta, czterystu (ale: czterystoma), siedemset, siedmiuset, osiemkroć[5]
  - spójniki połączone z ruchomymi końcówkami osobowymi czasownika (-śmy, -ście) oraz morfemami trybu warunkowego, np. abyśmy, żebyście, jeżeliby, jeśliby, ponieważby[5]
  - wyrazy obce zakończone na -ika || -yka, zapożyczone z łaciny lub za jej pośrednictwem, np. matematyka, muzyka (jeżeli jednak forma deklinacyjna jest dłuższa bądź krótsza od mianownika (w sylabach, nie literach), wtedy akcentuje się na przedostatniej sylabie, np. galaktyka, ale galaktykami, galaktyk)[1]
  - określenia osób związanych z dyscyplinami o nazwie zakończonej na -ika || -yka w dopełniaczu liczby pojedynczej oraz formach o tej samej liczbie sylab, np. cybernetykiem, ale cybernetyk, cybernetykami[1]
  - pojedyncze rzeczowniki pochodzenia obcego akcentowane zwyczajowo proparoksytonicznie, np. komitet, uniwersytet, maksimum, minimum, prezydent[5]
- akcent na ostatnią sylabę (oksytoniczny)
  - skrótowce literowe: np. ONZ (wym. oenzet), PGR (wym. pegieer)[3]
  - nieliczne skrótowce grupowe, np. Pafawag[5]
  - niektóre skrótowce mieszane, np. SGPiS (wym. esgiepis)[5]
  - wyrazy jednosylabowe poprzedzone cząstką arcy-, eks-, wice-, np. arcymistrz, eksmąż, wicekról[5]

Zapożyczenia o charakterze cytatów akcentuje się tak, jak w oryginalnym języku, np. foyer (wym. fłaje), tournée (wym. turne), vinaigrette (wym. winegret).

### Zestroje akcentowe
Niektóre wyrazy jednosylabowe nie mają własnego akcentu, tworzą zaś całość wymawianiową z wyrazem poprzedzającym (enklityki) lub następującym (proklityki).
Enklityki:
- jednosylabowe formy zaimków osobowych (np. ci, go, ją, mu, was) oraz zaimek zwrotny się, występujące najczęściej po czasownikach, np. przeczytam ci, odprowadź ją, urządziłbym się[5]
- jednosylabowe formy czasowników zaprzeczonych, np. nie wiem, nie krzycz[5]

Proklityki:
- partykuła przecząca nie z czasownikami dwusylabowymi lub dłuższymi, np. nie pomagaj, nie przychodzą, nie zapomnimy[5]
- przyimki jednosylabowe, np. do sądu, na podobieństwo, ku przyszłości[5]

Połączenia przyimków i zaimków jednosylabowych:
- przyimek jednosylabowy – akcent pada na przyimek, np. bez nich, do was[5]
- przyimek dwusylabowy – akcent pada na sylabę końcową przyimka, np. beze mnie, poza mną[5]

Przyimki akcentuje się także w niektórych utartych zwrotach, np. coś za coś, trzy po trzy, wyjść za mąż.

### Akcent zdaniowy
Akcent zdaniowy polega na wyróżnieniu wyrazu w zdaniu poprzez silniejszą artykulację sylaby akcentowanej w tym wyrazie. W języku polskim najsilniejszy akcent pada na ostatni wyraz w zdaniu, zaś słabszy akcent – na pierwszy wyraz. Dlatego na końcu zdania powinien znajdować się najważniejszy wyraz, nie zaś wyraz pomocniczy, niesamodzielny czy mniej istotny znaczeniowo. Przesunięcie akcentu zdaniowego na inny wyraz niż ostatni uchodzi za dopuszczalne, gdy chce się wyróżnić jakiś element zdania, aczkolwiek nie jest to wymowa naturalna, np. Ten pałac był zawsze ich własnością.

### Nienormatywne akcentowanie
W poniższych przypadkach akcentowanie na przedostatnią sylabę uznaje się za dopuszczalne w obrębie stylu potocznego polszczyzny standardowej, mimo że preskryptywna norma wzorcowa nakazuje akcentowanie na inną sylabę:
- 1. i 2. osoba liczby mnogiej trybu przypuszczającego (wzorcowo: na czwartą sylabę od końca)
- 1., 2. i 3. osoba liczby pojedynczej oraz 3. osoba liczby mnogiej trybu przypuszczającego (wzorcowo: na trzecią sylabę od końca)
- wyrazy obce zakończone na -ika || -yka (wzorcowo: na trzecią sylabę od końca).

Tendencje akcentowe pozostające poza normami preskryptywnymi:
- akcentowanie na pierwszą sylabę, zwłaszcza w wypowiedziach publicystycznych i politycznych, np. *ogromne znaczenie, *podpisanie umowy[8]
- akcentowanie na trzecią sylabę od końca niektórych grup wyrazów, które normatywnie powinny być akcentowanie na przedostatnią sylabę:
  - *atmosfera, *kapitan, *oficer, *wizyta – wyrazy te nie pochodzą z łaciny klasycznej[8]
  - *biblioteka, *episkopat, *liceum, *muzeum – wyrazy zostały zapożyczone z łaciny, ale miały w niej akcent na przedostatniej sylabie
  - *boisko, *nauka, *różnica, *bijatyka, *pijatyka – są to wyrazy polskie, nie zaś obcego pochodzenia[8]

## Historia
Zabytki języka polskiego nie zawierają materiału nadającego się do badań nad historią akcentu, zatem współczesna wiedza opiera się na głównie na hipotezach, badaniach porównawczych i reliktach.
Polszczyzna odziedziczyła najprawdopodobniej z języka prasłowiańskiego akcent swobodny (mogący w różnych wyrazach padać na różne sylaby) i ruchomy (mogący w różnych formach tego samego wyrazu padać na odmienne sylaby). Do dziś taki akcent zachował się w gwarach północnokaszubskich oraz w języku rosyjskim. Akcent w języku prasłowiańskim miał charakter toniczny, czyli wykorzystywał intonację, jednak w języku polskim różnice intonacyjne zanikły. W polszczyźnie zanikły też różnice iloczasowe głosek akcentowanych i nieakcentowanych, obecne w języku prasłowiańskim.
W dobie staropolskiej rozwoju języka polskiego (od połowy XII w. do przełomu wieku XV i XVI) akcent wyrazowy w polszczyźnie uległ przeobrażeniom. W XIII wieku w polszczyźnie istniał jeszcze zapewne akcent swobodny i ruchomy. W XIV w. ustalił się w polszczyźnie akcent inicjalny, czyli padający na pierwszą sylabę wyrazu. Akcent taki współcześnie występuje w innych językach zachodniosłowiańskich, jak język czeski, słowacki, górnołużycki i dolnołużycki, a także w gwarach południowokaszubskich. Na gruncie języka polskiego akcent inicjalny przetrwał w gwarze podhalańskiej. Stało się to prawdopodobnie z powodu peryferyjnego położenia Podhala i występującej dawniej przeszkody naturalnej (zalesione Beskidy), oddzielającej od innych gwar polskich.
Na przełomie XV i XVI wieku akcent wyrazowy przesunął się z pierwszej sylaby na przedostatnią. Był to jeden z procesów kończących w polszczyźnie dobę staropolską i otwierających okres średniopolski. Akcent paroksytoniczny pojawił się początkowo w dłuższych wyrazach jako akcent poboczny obok akcentu na pierwszą sylabę, a z czasem zmienił się w akcent główny. Następnie akcent w krótszych wyrazach upodobnił się do dłuższych wyrazów akcentowanych już na przedostatnią sylabę. Akcent na przedostatniej sylabie prawdopodobnie najpierw utrwalił się w polszczyźnie centralnej Polski, następnie zaś przechodził na peryferia. Akcent ten stabilizował się stopniowo od XVI do XVIII wieku. Najstarsze potwierdzenie akcentowania na przedostatniej sylabie pochodzi z notki Grzegorza Knapskiego z 1621 Natężanie, podnoszenie z przedłużaniem sylab w mowie, w słowiech.
W pierwszym półwieczu doby nowopolskiej (2. połowa XVIII w.) w języku polskim zmienił się typ akcentu z paroksytoniczno-zestrojowego (padającego na przedostatnią sylabę całego zestroju, czyli połączenia wyrazu samodzielnego i niesamodzielnego) na akcent paroksytoniczno-wyrazowy (padający na przedostatnią sylabę samodzielnego akcentowo wyrazu), np. stało się → stało się.